# Oliver Tanzer

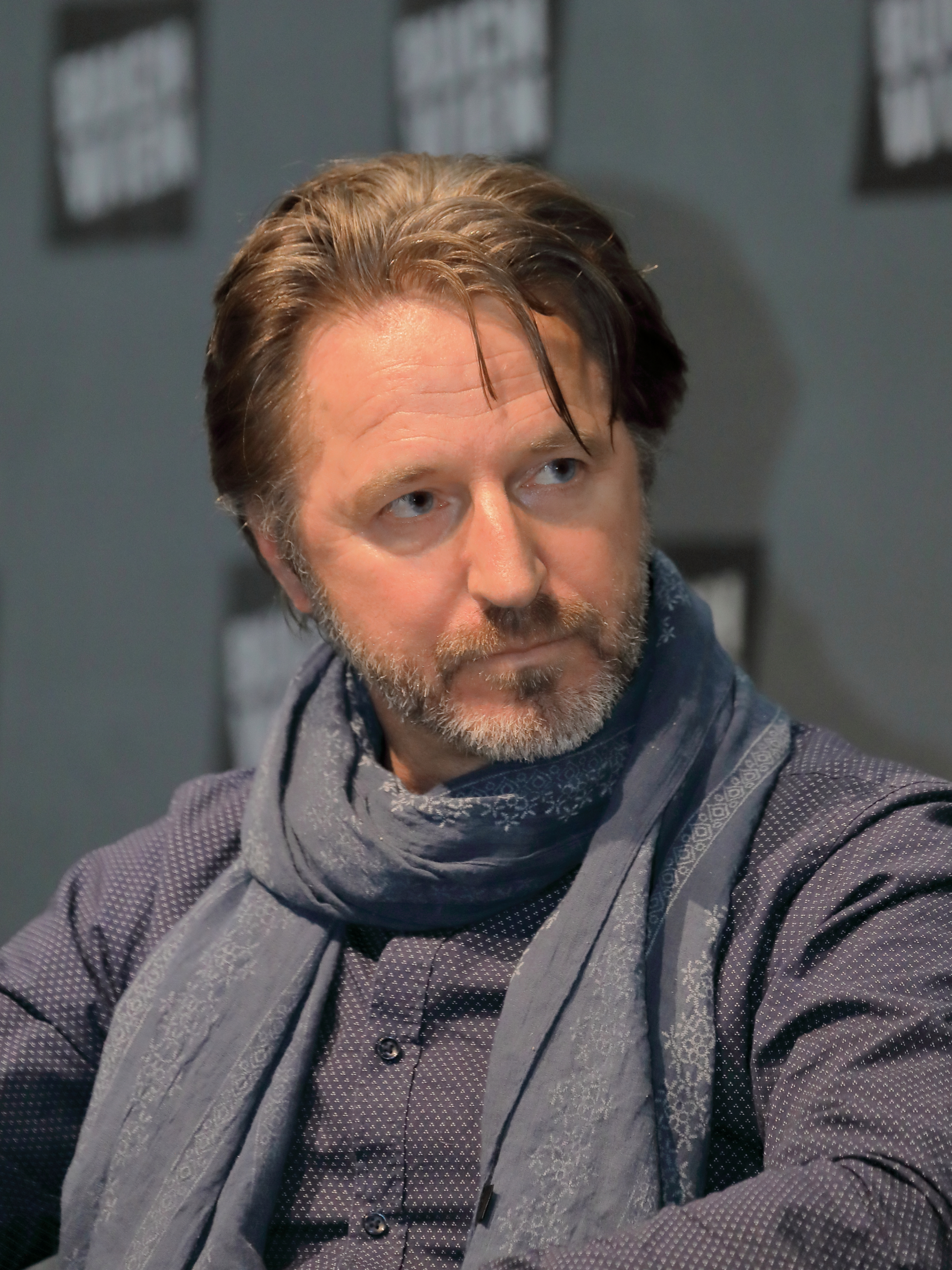
Oliver Tanzer (2019)

Oliver Tanzer (* 1967 in Linz) ist ein österreichischer Journalist. Er ist Pressesprecher an der Ständigen Vertretung Österreichs zur EU.

## Leben
Tanzer hatte Berufsstationen als Redakteur für Standard und Profil. Er war viele Jahre Korrespondent des ORF in Brüssel. 2004 wurde er gemeinsam mit Astrid Harz Pressesprecher von Außenministerin Ursula Plassnik, was er bis 2005 blieb. 2006 war er beim Launch der Tageszeitung Österreich beteiligt, wo er bis 2008 blieb, als er als Redakteur zur Furche wechselte. Dort war er zuletzt stellvertretender Chefredakteur der Furche und zuständig für Außenpolitik und Wirtschaft.
Tanzer trat auch als Sachbuchautor in Erscheinung, u. a. Animal Spirits. Wie uns Fledermäuse, Pantoffeltierchen und Bonobos aus der Krise helfen. (2019) und gemeinsam mit Josef Taus (Umverteilung neu. Ideen für die Zukunft von Wirtschaft und Finanzsystem, 2011) und Tomáš Sedláček (Lilith und die Dämonen des Kapitals. Die Ökonomie auf Freuds Couch, 2015).

## Belege
1. ↑  Außenministerium der Republik Österreich: Wer sind wir? Abgerufen am 15. September 2022.
2. ↑  Oliver Tanzer - Autoren - Hanser Literaturverlage. In: hanser-literaturverlage.de. Abgerufen am 8. Oktober 2015.
3. ↑  Oliver Tanzer. In: styriabooks.at. Styria, archiviert vom Original (nicht mehr online verfügbar) am 4. März 2016; abgerufen am 8. Oktober 2015.  Info: Der Archivlink wurde automatisch eingesetzt und noch nicht geprüft. Bitte prüfe Original- und Archivlink gemäß Anleitung und entferne dann diesen Hinweis.
4. ↑  Außenministerin Plassnik: Oliver Tanzer und Astrid Harz als Sprecher – BMEIA, Außenministerium Österreich. Abgerufen am 11. Februar 2020.
5. ↑  Parlamentarische Materialien. Abgerufen am 11. Februar 2020.
6. ↑  Oliver Tanzer wechselt zur "Furche" - Medien - derStandard.at › Etat. In: derstandard.at. Abgerufen am 8. Oktober 2015.
7. ↑  17 03 2017 Um 13:27: Oliver Tanzer verstärkt "Furche"-Chefredaktion. 17. März 2017, abgerufen am 11. Februar 2020.
8. ↑  Furche.at - Redaktion. In: furche.at. Abgerufen am 8. Oktober 2015.

| Personendaten    | Personendaten                             |
| ---------------- | ----------------------------------------- |
| NAME             | Tanzer, Oliver                            |
| KURZBESCHREIBUNG | österreichischer Journalist und Buchautor |
| GEBURTSDATUM     | 1967                                      |
| GEBURTSORT       | Linz                                      |